# Nosybelba oppiana
Nosybelba oppiana är en kvalsterart som beskrevs av Sandór Mahunka 1994. Nosybelba oppiana ingår i släktet Nosybelba och familjen Nosybelbidae. Inga underarter finns listade i Catalogue of Life.